# Un cri dans la nuit (film, 1956)
Pour plus de détails, voir Fiche technique et Distribution.
Un cri dans la nuit (titre original : A Cry in the Night) est un film américain réalisé par Frank Tuttle et sorti en 1956.

## Fiche technique
- Titre original : A Cry in the Night
- Réalisation :  Frank Tuttle
- Scénario : David Dortort d'après la nouvelle de Whit Masterson (All Through the Night)
- Date de sortie : 17 août 1956
- Durée : 75 minutes
- Producteur : George C. Bertholon
- Musique : David Buttolph
- Image : John F. Seitz
- Lieu de tournage : Californie

## Distribution
- Edmond O'Brien : Captain Dan Taggart
- Brian Donlevy : Captain Ed Battes
- Natalie Wood : Elizabeth
- Raymond Burr : Harold Loftus
- Richard Anderson : Owen Clark
- Irene Hervey : Helen Taggart
- Carol Veazie : Mrs. Mabel Loftus
- Mary Lawrence : Madge Taggart
- Anthony Caruso : Tony Chavez
- George J. Lewis : George Gerrity
- Peter Hansen : Dr. Frazee
- Tina Carver : Mrs. Marie Holzapple
- Herb Vigran : Jensen